# Charlotte's Web (película de 2006)
Charlotte's Web (titulada: La telaraña de Charlotte en Hispanoamérica y La telaraña de Carlota en España) es una película estadounidense en imagen real y animación por computadora de 2006, basada en la popular novela del mismo nombre escrita por E. B. White. La cinta fue dirigida por Gary Winick y producida por Paramount Pictures, con un guion escrito por Susannah Grant y Karey Kirkpatrick.
Las críticas fueron en general positivas, especialmente con respecto a la representación que hizo Dakota Fanning del papel de Fern. La película fue galardonada en los Premios de la Crítica Cinematográfica a la Mejor película familiar en la categoría de acción en vivo en 2006. Además, Fanning ganó el Premio Kids Choice Awards a la Actriz favorita del año en 2007.
La película se estrenó el 7 de diciembre de 2006 en Australia y el 17 de diciembre en Estados Unidos, donde se posicionó en tercer lugar en la taquilla con $11 millones de dólares durante su primer fin de semana. La cinta funcionó muy bien después de pasar 14 semanas en los cines con un total de $82 millones de dólares recaudados localmente, $61 millones en otros países, y un total de $144 millones de dólares en todo el mundo, siendo un éxito financiero.
Es la segunda adaptación de este libro, ya que la primera versión, de animación tradicional en dos dimensiones, se estrenó en 1973 y fue producida por Hanna Barbera.

## Sinopsis
La película comienza durante la primavera en una granja en el estado estadounidense de Ohio. Cuando Fern Arable (Dakota Fanning) se da cuenta de que su padre planea matar una cría de cerdo por ser demasiado pequeña, exitosamente lo convence de que no la haga. Éste da la pequeña cría a Fern, quien lo llama Wilfrido y lo cría como su mascota. Pero cuando el pequeño cerdo crece, Fern se ve forzada a llevarlo a la granja de su tío Zuckerman, donde muy probablemente será preparado para la cena de Navidad.
Charlotte  es una araña que vive arriba del establo donde se encuentra Wilfrido; se hacen amigos y ella decide ayudarlo para que no sea asesinado. Con la ayuda de los otros animales del establo Ike el caballo ,Samuel la oveja , Gussy y Golly las ocas, Betsy y Bitsy las vacas y la rata Emilio , Charlotte trata de convencer a la familia de que Wilfrido es un animal especial escribiendo mensajes en su teleraña.

## Reparto
| Dominic Scott Kay      | Wilfrido              |
| Julia Roberts          | Charlotte A. Cavatica |
| Oprah Winfrey          | Gussy                 |
| Steve Buscemi          | Emilio                |
| Kathy Bates            | Bitsy                 |
| John Cleese            | Samuel                |
| Thomas Haden Church    | Brooks                |
| Robert Redford         | Ike                   |
| Cedric the Entertainer | Golly                 |
| Jane Sibbett           | Joy                   |
| Reba McEntire          | Betsy                 |
| André Benjamin         | Elwyn                 |
| Dakota Fanning         | Fern Arable           |
| Gary Basaraba          | Sr. Zuckerman         |
| Siobhan Fallon         | Sra. Zuckerman        |
| Kevin Anderson         | Sr. Arable            |
| Essie Davis            | Sra. Arable           |
| Nate Mooney            | Lurvy                 |

## Producción
La telaraña de Carlota se produjo sin ninguna participación de la herencia de E.B. White. Fue la primera película basada en un libro de White desde 2001. Paramount Pictures había distribuido la película como resultado de la adquisición de DreamWorks, cuya división de animación se convirtió en su propia empresa a finales de 2004.
El rodaje se terminó en mayo de 2006. Fue filmada en locaciones de Australia: en Bacchus Marsh, Victoria, y en los suburbios de Melbourne. La escena de la feria fue filmada en Heidelberg, Melbourne, en el campo de fútbol del Heidelberg West Football Club.
Los efectos visuales estuvieron a cargo de las compañías Rising Sun Pictures, Combustible Internacional, Rhythm and Hues Studios, Digital Pictures Iloura y Tippett Studio. El supervisor de efectos visuales de la película en su conjunto fue John Berton, quien señaló que una versión de acción en vivo de La telaraña de Charlotte se había convertido en un proyecto mucho más factible en los últimos años antes de la producción de la cinta debido a los avances en la tecnología. Winick "fue inflexible" sobre el hecho de que Charlotte y Templeton (dos personajes totalmente generados por computadora en la película) debían ser realistas y no estilizados, aunque los ojos de Charlotte fueron diseñados para tener una leve forma almendrada. John Dietz, supervisor de efectos visuales de Rising Sun Pictures, señaló que hubo un debate sobre la posibilidad de darle una boca a la araña, y que al final se decidió que sus quelíceros (los "ganchos" en su boca) se movieran para dar la impresión del habla.

## Lanzamiento
La película fue durante un tiempo prevista para estrenarse en junio de 2006, pero se retrasó hasta diciembre del mismo año para evitar la competencia con otras dos películas de Nickelodeon Movies - Nacho Libre y Barnyard, así como por el suceso de Cars, de Pixar, entre otras cinta. La telaraña de Charlotte fue estrenada en Australia el 7 de diciembre de 2006 y en Estados Unidos y Canadá el 15 de diciembre de 2006. La fecha de lanzamiento en Norteamérica coincidió con el de Eragon, de 20th Century Fox, otra película con elementos de fantasía protagonizada por un joven. La fecha de lanzamiento prevista en el Reino Unido fue el 9 de febrero de 2007.

## Recepción
La película tuvo una buena acogida por los críticos, en especial por la interpretación de Dakota Fanning como Fern. Michael Medved le dio a Charlotte's Web tres estrellas y medio de un total de cuatro, llamándola "irresistible" y "brillante con bondad". Medved también agregó que la actuación de Dakota Fanning era "deliciosamente guapa". Owen Gleiberman, de Entertainment Weekly, se quejó de que la película era "un poco ruidosa", pero aclamó al director por poner "el libro, en toda su gloriosa reverencia, bien hecho en la pantalla". Además agregó que "lo que te agarra desde el inicio es la modesta pasión de Dakota Fanning como Fern".

### Premios
| Año  | Premio                                                      | Categoría                                                                     | Receptor                                                          | Resultado |
| ---- | ----------------------------------------------------------- | ----------------------------------------------------------------------------- | ----------------------------------------------------------------- | --------- |
| 2006 | Premios Phoenix Film Critics Society                        | Mejor película familiar                                                       | La Telaraña de Charlotte                                          | Ganadora  |
| 2006 | Asociación de Críticos de Cine de St. Louis                 | Mejor película animada o infantil                                             | La Telaraña de Charlotte                                          | Nominada  |
| 2006 | Premios de la Sociedad de Críticos de Cine de Las Vegas     | Mejor canción                                                                 | David A. Stewart y Glen Ballard                                   | Ganadora  |
| 2006 | Premios de la Sociedad de Críticos de Cine de Las Vegas     | Mejor película familiar                                                       | La Telaraña de Charlotte                                          | Ganadora  |
| 2007 | Visual Effects Society Awards                               | Excelentes efectos visuales en una película                                   | Karin Joy, Blair Clark y John Dietz                               | Nominada  |
| 2007 | Visual Effects Society Awards                               | Excelente actuación de un personaje animado en una película de acción en vivo | Grant Adam, Daniel Fotheringham, Avi Goodman y Paul Buckley       | Nominada  |
| 2007 | Visual Effects Society Awards                               | Excelente actuación de un personaje animado en una película de acción en vivo | Todd Labonte, Jason Armstrong, Sven Jensen y David Richard Nelson | Nominada  |
| 2007 | Premios BMI                                                 | Mejor Música                                                                  | Danny Elfman                                                      | Ganadora  |
| 2007 | Premios de la Crítica Cinematográfica                       | Mejor película familiar (Live Action)                                         | La Telaraña de Charlotte                                          | Ganadora  |
| 2007 | Premios de la Crítica Cinematográfica                       | Mejor Actriz Joven                                                            | Dakota Fanning                                                    | Nominada  |
| 2007 | Premios de la Crítica Cinematográfica                       | Mejor canción                                                                 | TSarah McLachlan                                                  | Nominada  |
| 2007 | Genesis Awards                                              | Mejor largometraje familiar                                                   | La Telaraña de Charlotte                                          | Ganadora  |
| 2007 | International Film Music Critics Award                      | Mejor partitura original para una película animada                            | La Telaraña de Charlotte                                          | Nominada  |
| 2007 | Nickelodeon Kids' Choice Awards                             | Estrella de cine femenina favorita                                            | Dakota Fanning                                                    | Ganadora  |
| 2007 | Satellite Awards                                            | Mejor DVD juvenil                                                             | La Telaraña de Charlotte                                          | Nominada  |
| 2007 | Premios MovieGuide                                          | Mejor película de fantasía                                                    | La Telaraña de Charlotte                                          | Ganadora  |
| 2007 | Premios MovieGuide                                          | Mejor Película Familiar                                                       | La Telaraña de Charlotte                                          | Ganadora  |
| 2007 | Premios Young Artist                                        | Mejor actuación en un papel de doblaje: joven actor                           | Dominic Scott Kay                                                 | Ganador   |
| 2007 | Premios Young Artist                                        | Mejor actuación en un largometraje - Joven actriz principal                   | Dakota Fanning                                                    | Ganadora  |
| 2007 | Academia de ciencia ficción, fantasía y películas de terror | Mejor película de fantasía                                                    | La Telaraña de Charlotte                                          | Nominada  |
| 2007 | Academia de ciencia ficción, fantasía y películas de terror | Mejores efectos especiales                                                    | Karin Joy, John Andrew Berton Jr.y John Dietz                     | Nominada  |